# Afro-dite

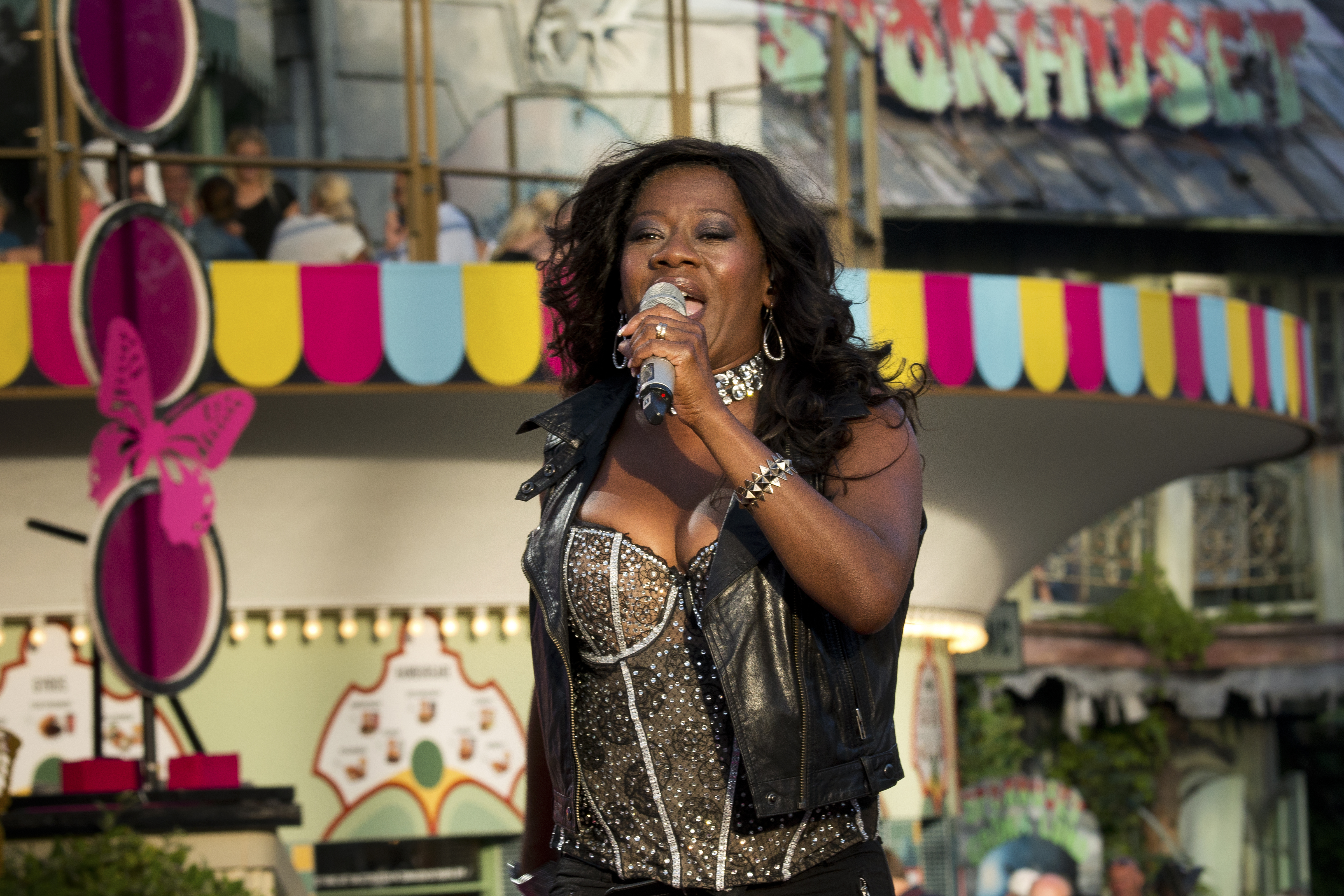
Gladys Del Pilar
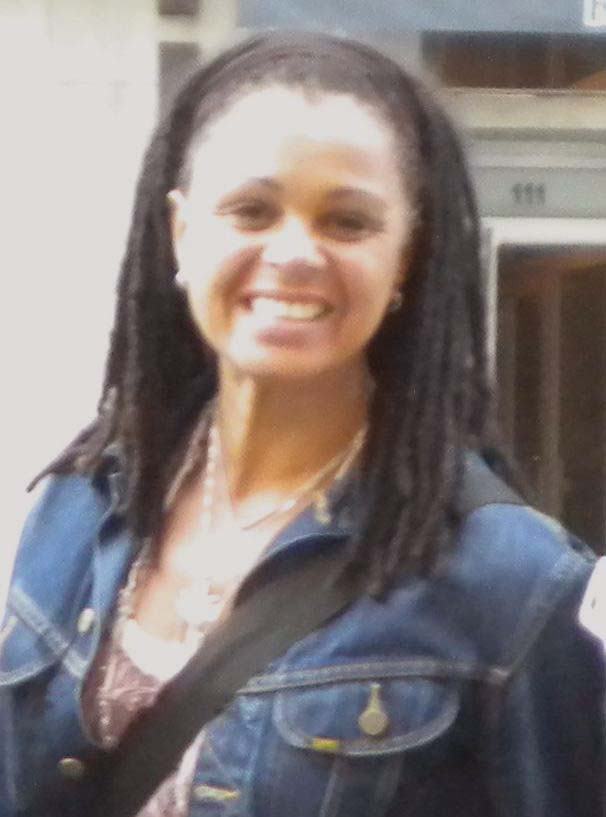
Blossom Tainton
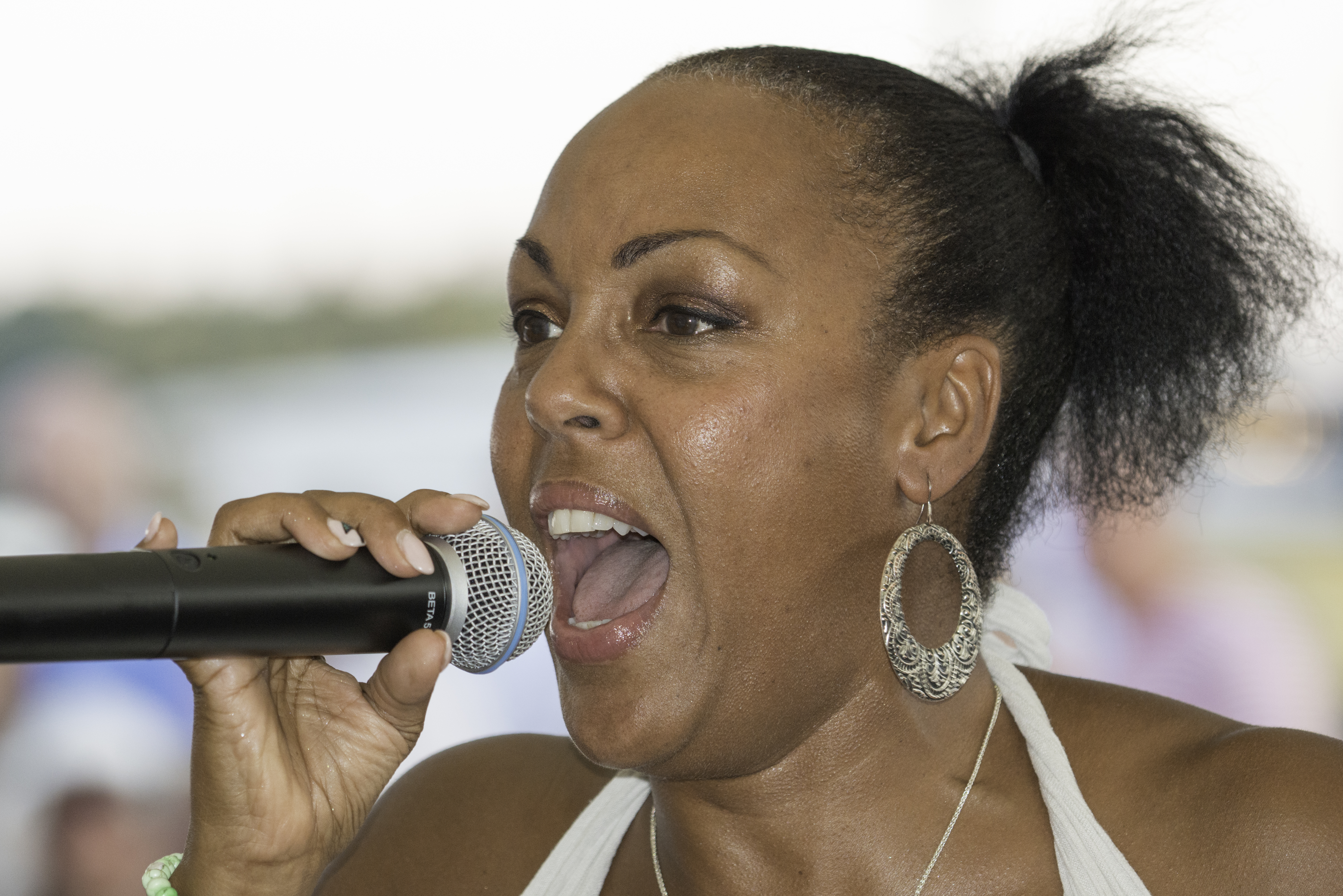
Kayo Shekoni

Afro-dite foi um grupo musical sueco, constituído por três cantoras:  Blossom Tainton-Lindquist, Gladys del Pilar e Kayo Shekoni. O nome da banda é um jogo de palavras implicando que elas são bonitas como a deusa grega Afrodite e por serem negras.
- Blossom esteve ligada ao showbusiness durante um longo tempo. Ela canta e dança, participando em vários musicais e muitos progrmas da televisão sueca.
- Gladys, nasceu no Equador, foi para a Suécia,. quando tinha 7 anos. Ela trabalhou com Dr. Alban e Denniz Pop mas o seu auge atingiu quando surgiu em  ABBA - the true story.
- Kayo é outra mulher com vários talentos.Ela não é apenas cantora,  mas também atriz, apresentadora de televisão e modelo. Na década de 1980 ela cantou com a banda pop sueca Freestyle e nos anos 90 ela encabeçou um projeto de eurodance chamado Le Click.

Afro-dite repsentaram a Suécia no Festival Eurovisão da Canção 2002 com a canção "Never Let It Go". No festival, elas terminaram em 8.º lugar. Em 2007, lançaram um novo álbum.